# Conventie van Pretoria
De Conventie van Pretoria was het vredesverdrag waarmee de Eerste Boerenoorlog beëindigd werd. In Pretoria werd het verdrag op 3 augustus 1881 getekend door de Zuid-Afrikaansche Republiek (Transvaal) en het Verenigd Koninkrijk van Groot-Brittannië en Ierland.

## Inhoud
Het verdrag bevestigde de onafhankelijkheid van de Zuid-Afrikaanse Republiek (artikel 1) en Swaziland (artikel 24), alhoewel onder de aanzienlijke suzereiniteit van het Britse rijk, wat leidde tot protesten vanuit de Volksraad. Ook werd afgesproken dat het opgesloten Marotastamhoofd Sekhukhune door Transvaal zou worden vrijgelaten.
Het verdrag werd getekend door het Driemanschap, bestaande uit Paul Kruger, Marthinus Wessel Pretorius en Petrus Jacobus Joubert, aan wie de macht in Transvaal werd overgedragen. Hercules Robinson tekende als Britse hoofdcommissaris, Evelyn Wood als Britse hoofdambtenaar in Transvaal en Sir Henry de Villiers als Kaapse hoofdrechter. President Johannes Henricus Brand van de Oranje Vrijstaat diende als bemiddelaar.

## Herziening
In 1884 werd het verdrag herzien met de Conventie van Londen, waarin het woord "suzereiniteit" werd geschrapt.